# Immeuble Marin
L'immeuble Marin est un immeuble à logements situé dans le boulevard Roullier à Charleroi (Belgique). Il a été conçu en 1935 par l'architecte Marcel Leborgne pour M. Marin. Le bâtiment est à côté de la résidence Université, du même architecte.

## Histoire
Le bâtiment a été construit quelques années après le bâtiment De Heug. La même année que la maison Druart et l'immeuble Roisin à Marcinelle.

## Architecture
Le bâtiment conçu en 1935 par l'architecte Marcel Leborgne est moins articulé et de conception plus modeste que le bâtiment Roisin. Comme ils ont tous deux été construits la même année, ils partagent certaines similitudes architecturales. Sa façade principale est sur quatre niveaux avec un traitement de bande horizontale similaire à celui du bâtiment Roisin. Les allèges sont en briques rouges et unissent formellement les bow-windows aux balcons. Dans cette partie du vide, le coin est arrondi. Les seuils et les linteaux des allèges forment des horizontaux blancs, qui accentuent le contraste avec la brique. Le programme architectural est resté inchangé au fil des ans et il y a une unité résidentielle par niveau sur ses quatre étages. Comme d'autres bâtiments de Marcel Leborgne, ce bâtiment possède des équipements électriques et d'eau chaude remarquables pour l'époque de sa construction.,.